# 中国人民解放军上海市军事管制委员会

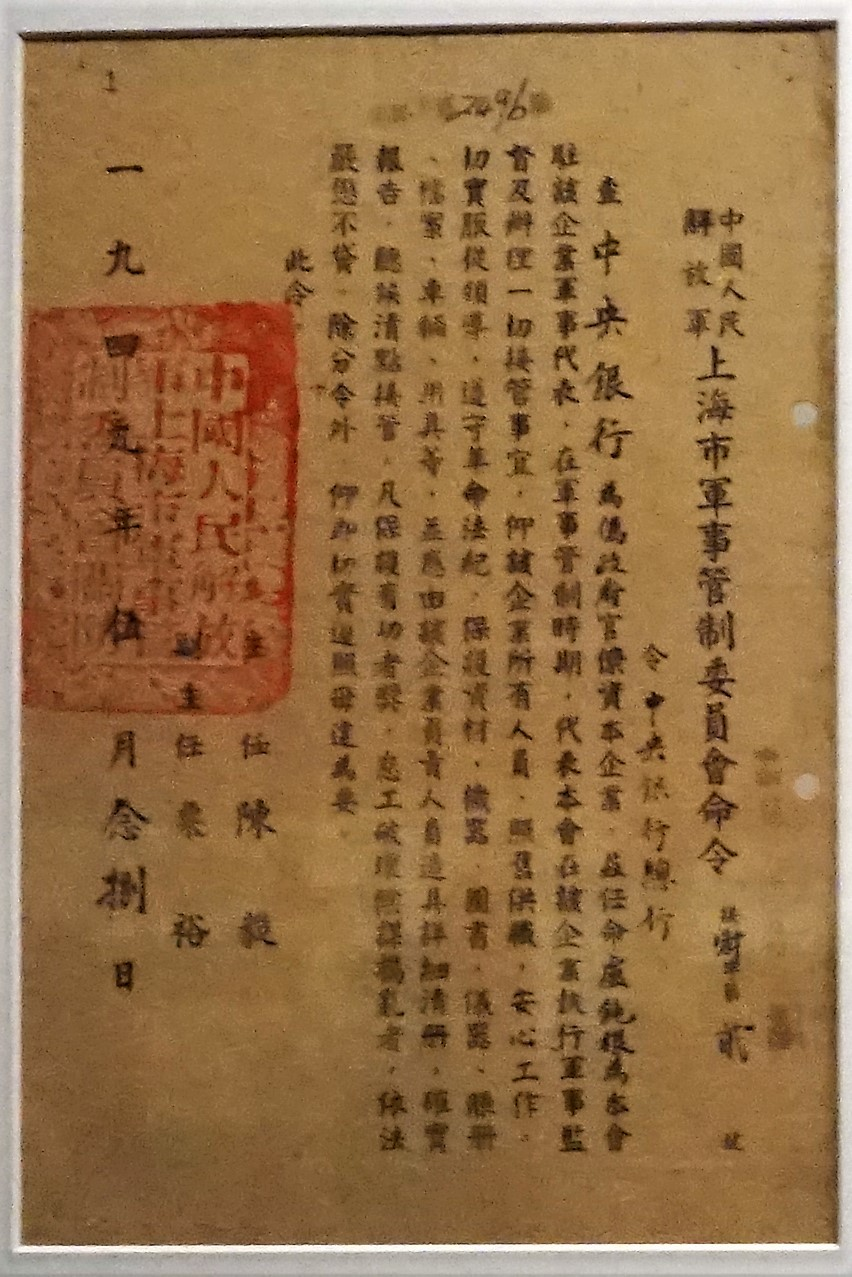
1949年5月陈毅、粟裕联名发布接管中華民國中央銀行的《中国人民解放军上海市军事管制委员会命令（接财字第贰号）》

中国人民解放军上海市军事管制委员会，简称上海市军事管制委员会、上海市军管会，成立于1949年5月27日，是中国人民解放军在第二次国共内战末期的上海战役中获胜并占领上海市后，为重新建立秩序而设立的军事管制机构，也是该市军管期间的最高权力机关，主任陈毅，副主任粟裕。许多部门与同时成立的上海市人民政府的办事机构合署办公。
上海市军管会完成任务后，权力便被分别移交给上海市人民政府和淞沪警备司令部，市政府对外保留牌子。1987年，市政府门外的军管会牌子被撤下。

## 下设部门
军管会在初设立时有下列部门：
- 上海市军事管制委员会主任陈毅，副主任粟裕
- 军管会秘书长潘汉年，副秘书长周林、沙千里
  - 办公厅
  - 秘书处
  - 总务处
  - 交际处
  - 人事处
- 军管会顾问：施复亮、金仲华、陈维稷、苏延宾、王寅生、吴承禧
- 公共房屋分配委员会：主任陈毅，委员黎玉、张震、周林、骆耕漠等。
- 外侨事务处：处长章汉夫，副处长徐永瑛
- 军事接管委员会：主任粟裕（兼），副主任唐亮
  - 训练部：部长余立金
  - 海军部：部长张爱萍
  - 空军部
  - 后勤部：部长刘瑞龙
    - 一、二、三、四、五处

  - 政工部：部长钟期光
  - 陆军部：部长陈锐霆
- 运输司令部：司令傅秋涛，副司令曹荻秋。
- 中国人民解放军淞沪警备司令部由第九兵团兼。司令员宋时轮，政治委员郭化若，参谋长覃健，政治部主任谢有法。5月29日淞沪警备司令部正式对外办公。共有解放军5个军21万人民（市区15万、郊区6万）执行警备任务。[3]1949年7月13日，第九兵团奉命解除上海警备任务，移驻市郊整训。第9兵团部抽调一部分干部和第33军，重新组建了淞沪警备司令部，司令员兼政治委员郭化若，副司令员林维先，副政治委员韩念龙，参谋长张克侠，副参谋长孟绍濂，政治部主任欧阳平，指挥第30军、第33军、第100师、上海市人民政府警察总队（1949年6月16日华东军区警备第10旅改编，隶属于上海市公安局，8月调归淞沪警备司令部）以及吴淞要塞部队共7万余人警备上海。[4]其中第30军负责浦东、崇明岛边防守备；第33军的3个师、第100师、上海市人民政府警察总队负责市区警备。[5]1950年11月，第33军奉命改编为华东公安部队兼淞沪警备司令部。[6]
  - 第一警备区：邑庙、蓬莱、嵩山、卢湾、常熟、徐汇、龙华、杨思、洋泾等区，由第二十军警备；
  - 第二警备区：黄浦、老闸、长宁、静安、新成、江宁、普陀、新泾等区，由第27军警备；
  - 第三警备区：闸北、北站、虹口、北四川路、提篮桥、榆林、大场等区，由第26军警备；
  - 第四警备区：江湾、新市、杨浦等区，由第33军两个师警备，该军另一师控制嘉定、宝山、南翔地区；
  - 第五警备区：高桥、川沙、南汇、奉贤、宝山，由第30军警备，并负责浦东边防守卫；
  - 吴淞要塞区：由华野特种兵纵队警备。
  - 军法处：第九兵团政治部保卫部长瞿道文兼任处长。钟青山和第33军保卫部长刘新屏任副处长。下设侦察、审讯两个科和一个总务股、一个执法队。1949年8月扩建为情报、治安、侦察、审讯、军法、执法6个科以及秘书、资料、拘留所、执法队等部门。[7]
- 政务接管委员会：主任周林。副主任曹漫之。接管了40多个单位4.5万人。
  - 民政接管处
  - 法院接管处：派出3个接管组负责司法系统各单位的接管。
  - 20个区接管委员会
  - 市区接管委员会
  - 近郊接管委员会：主任赵毓华。辖10个区接管委员会、秘书处、政务处、组织处、民运处、财经处
- 公安部：部长陈赓（未到任），副部长梁国斌、李士英、杨帆
  - 上海市人民政府公安局：局长李士英、副局长杨帆。山东省公安总局局长李士英等率领济南特别市公安局和华东警官学校师生共计1,000多名公安人员和警校师生南下。上海市公安局设7个业务处、31个公安分局。
  - 秘书处
  - 人事处
  - 行政处
  - 刑警处
  - 消防处
  - 供给处
  - 警卫队
  - 警校
  - 分局
- 财政经济接管委员会：主任曾山。副主任许涤新、刘少文。接管411个单位，其中官僚资本企业157家，职工15.3万人
  - 财政处
  - 重工业接管处：资源委员会所属机构企业
  - 轻工业接管处：中纺、烟草、化工、机械等官僚资本企业。研究组组长张沈川
  - 农林处
  - 邮政接管处长：赵志刚
  - 电讯接管处：电讯局、国际电台等。
  - 贸易处：江海关、中央信托局等
  - 金融接管处：副处长谢寿天。接管16家银行等
    - 保险接管组：共17人。林震峰任组长，孙文敏任副组长，接管24家官僚资本保险机构。孙文敏以军代表身份接管中国保险股份有限公司（中国银行总经理宋汉章任中保董事长）、太平洋保险公司。姚洁忱作为军事联络员负责中央信托局下属的产物保险处和人寿保险处的接管工作。陶增耀负责中国农民银行所属的中国农业保险公司。徐天碧作为联络员负责交通银行所属太平洋保险公司。行政院资源委员会保险事务所、中国合作金库的中合保险公司、中纺纱厂保险事务所、招商局的航联保险公司等。

  - 工商接管处：社会局等经济行政部门和合作社系统等。
  - 劳工处
  - 房地产管理处：
  - 工务处：上海市工务局
  - 公用事业处：上海市公用局、监督外商公用事业
  - 航运处处长于眉、副处长邓寅冬，进驻招商局上海总公司及航政局。5月28日，上海市军管会任命于眉为驻招商局军事代表（后为军事总代表），邓寅冬为副代表，董华民等6人为助理代表，对招商局总公司执行军事监督及办理接管事宜。招商局总经理胡时渊立即发布《总经理通知》，号召各部门、各单位和全体留守上海的员工积极行动起来，配合接管工作。各地获得解放的分支机构的负责人和员工也完成各项交接事宜。 6月5日，上海市军管会举行接管招商局上海总公司交接仪式。
  - 铁道处：接管两路局及所属机构企业
  - 卫生处
  - 复兴岛接管处
  - 接管工作队
- 文化教育管理委员会：主任陈毅（兼），副主任夏衍、钱俊瑞、范长江、戴白韬。私立学校一律不接收。
  - 高等教育处（简称“高教处”）：成立时46名干部。到9月份增加到86人。在淮海中路1800号办公。处长钱俊瑞兼（此前任北平市军管会文化接管委员会主任）。副处长唐守愚(上海局文委书记)、李亚农（华东研究院院长）、李正文（上海地下党负责文化工作，上海局策反委员会三委员之一）。1949年6月增加副处长韦悫。1949年8月，高教处划归上海市人民政府领导，处长唐守愚。1950年3月高教处并入华东军政委员会教育部，唐守愚任副部长负责高等教育工作。早在1949年2月，上海局成立教育系统接管准备委员会，负责人龚兆源，通过各校地下党组织动员学生调查教育界情况。1949年6月15日，唐守愚为军代表正式接管交通大学。至6月底，接管了10所国立高校，6所市立高校，2个国立研究院，教职工2800余人。派出军代表有：复旦大学李正文、同济大学杨西光，暨南大学李正文、上海商学院杨西光，上海幼稚师范学校（上海女子师范学校）唐守愚、国立上海高级机械职业学校（“国立高机”）李正文、吴淞商船专科杨西光，上海医学院（卫生处）崔义田、上海音乐专科学校和上海戏剧专科学校（文艺处）黄源、中央研究院和北平研究院李亚农。[8]
    - 办公室
    - 研究院室
    - 大学室

  - 市政教育处：处长戴白韬兼。接管市立学校及教育机关521个，教职工8800余人。
  - 文艺处 处长夏衍兼，副处长黄源。接收电影管理机构、制片厂、影剧院、美术馆，员工千余人。
  - 新闻出版处：处长范长江兼。接管报社、通讯社、书店、印刷厂、广播电台及器材厂47个单位2400人。